# Sartajada
Sartajada – gmina w Hiszpanii, w prowincji Toledo, w Kastylii-La Mancha, o powierzchni 15,4 km². W 2011 roku gmina liczyła 107 mieszkańców.